# Duane Hagadone
Duane B. Hagadone (Coeur d'Alene, Idaho; 3 de septiembre de 1932 - Palm Desert, California; 24 de abril de 2021) fue un editor, empresario inmobiliario y planificador urbano estadounidense.
Hagadone es conocido como el fundador del Coeur d'Alene Resort and Golf Course en el norte de Idaho, que ha sido nombrado por Golf Magazine, Golf Digest y Golf World Magazine como uno de los mejores campos de golf en América del Norte, de un total de 6.500 campos de golf clasificados. Como presidente, director ejecutivo y fundador de Hagadone Corporation, tiene participaciones en el sector editorial, así como en el desarrollo de hoteles, complejos turísticos y casinos. En 2004, fue honrado con el Premio Horatio Alger por la Asociación Horatio Alger de Estadounidenses Distinguidos. En 2006, fue nombrado Líder Comercial del Año de Idaho por la fraternidad Alpha Kappa Psi de la Universidad Estatal de Idaho en Pocatello.

## Biografía
Hagadone nació en Coeur d'Alene, Idaho; siendo hijo de Burl y Beverly Hagadone. Es el único varón y el mayor de tres hijos de la familia. Su padre comenzó a trabajar como editor del periódico local, Coeur d'Alene Press, en 1936. En ese momento, el periódico era uno de varios propiedad de EW Scripps Company.
Cuando Hagadone era un niño, ganó dinero extra en Coeur d'Alene ocupándose del trabajo del jardín y el paisajismo de sus vecinos, y ganó una ruta de periódicos cuando tenía 11 años para Coeur d'Alene Press. Después de graduarse de la escuela secundaria Coeur d'Alene en 1950, Hagadone asistió a la Universidad de Idaho en Moscow, pero se salió después de seis meses para unirse a su padre en el trabajo periodístico. Su primera asignación con el periódico incluyó trabajar en el departamento de circulación, donde vendía suscripciones puerta a puerta. En poco tiempo, comenzó a vender anuncios clasificados. Constantemente batió récords de ventas para el periódico de ocho páginas. Luego fue ascendido a vendedor de publicidad, donde se desempeñó durante seis años, hasta que su padre murió en 1959. 
Hagadone con solo 26 años en ese momento, fue ascendido a ocupar el puesto de su padre como editor. A mediados de la década de 1970, Coeur d'Alene Press se había convertido en el periódico más exitoso del grupo de periódicos Scripps. Como división de Scripps, Hagadone Newspaper Company había crecido hasta convertirse en propietaria de 17 periódicos. En 1976, compró Coeur d'Alene Press, junto con otros cinco periódicos de Scripps Company y estableció Hagadone Corporation.

## Vida personal
Además de su casa en Coeur d'Alene, Hagadone era dueño de una de las propiedades más grandes de Palm Desert, California. Cubre un área de más de 64 000 ft² (594 579,2 dm²). La casa de $30 millones es una extensión futurista que tiene 19 paredes de vidrio móviles y electrónicas que pueden abrirse al aire de la montaña y la vasta red de piscinas que se entrelazan a través de la propiedad. Hagadone también poseía un Yate Lady Lola, llamado así en honor a su esposa. El yate está equipado con un campo de golf en pleno funcionamiento y lanchas rápidas para recuperar las pelotas de golf perdidas. El yate también tiene sus propios helipuertos y helicópteros, junto con un submarino que puede acomodar a tres personas a la vez.

## Participaciones corporativas
- Coeur d'Alene Resort
- Best Western Coeur d'Alene Inn and Conference Centre
- Directorios de Hagadone
- Best Western University Inn (Moscow, Idaho)
- Boardwalk Marina
- Puerto deportivo Silver Beach
- Puerto deportivo de Blackwell Island
- Cruceros por el lago Coeur d'Alene
- Centro comercial Coeur d'Alene Plaza
- Blue 541 (agencia de publicidad)
- Fotografía de mercurio
- Compañía de impresión Hagadone
- Grupo de periódicos de Hagadone (periódicos en 20 comunidades en Idaho, Montana, Washington y Wisconsin)

## Honores y premios
- 2004: Premio Horatio Alger, presentado por la Asociación Horatio Alger de Estadounidenses Distinguidos.[11]
- 2006: Líder empresarial del año de Idaho, presentado por la fraternidad Alpha Kappa Psi en la Universidad Estatal de Idaho.[9]